# Линденштраус, Миха
Миха Линденштраус (ивр. מיכה לינדנשטראוס‎; род. 28 июня 1937 год, Берлин, Германия — 2 мая 2019) — израильский юрист, судья и Государственный контролёр Израиля с 2005 по 2012 год.

## Биография
Миха Линденштраус родился в 1937 году в городе Берлин, Германия (в настоящее время ФРГ). В 1939 году семья Линденштрауса эмигрировала в подмандатную Палестину. В 1955 году он окончил среднюю школу в Хайфе, после чего был призван на службу в Армию обороны Израиля.
После окончания учёбы на юридическом факультете Еврейского университета в 1965 году, Миха получил степень магистра в области права. В том же году Линденштраус был назначен военным прокурором и юридическим советником АОИ на территории Западного берега реки Иордан. Пробыв на этих должностях до 1970 года он был назначен председателем военно-полевого суда, где проработал до 1972 года.
В 1972 году Линденштраус получил должность в мировом суде Хайфы, а в 1982 году должность окружного судьи Хайфы. В 1999 году Миха Линденштраус стал председателем окружного суда Хайфы, а за четыре года до этого он был назначен его вице-председателем.
В 2000—2005 годах Линденштраус являлся председателем консультативного комитета при председателе израильского парламента, комитет отвечал за распределение государственных дотаций некоммерческим организациям. До назначения госконтролёром он также занимал пост председателя Ассоциации судей Израиля.
После отставки Элиэзера Гольдберга с поста государственного контролера Линденштраус оказался единственным претендентом на эту должность. 5 мая 2005 года израильские парламентарии избрали Линденштрауса новым Государственным контролёром (59 голосов за, 29 против), 29 июня он был приведён к присяге, а 4 июля вступил в должность.
В период 2006—2007 годов Линденштраус начинал расследования против Эхуда Ольмерта, и в конце концов порекомендовал юридическому советнику правительства Израиля уголовное расследование против премьера.
В 2011 году Линденштраус принял решение начать расследование против действующего премьер-министра Израиля Биньямина Нетаньяху, зарубежные поездки которого по сообщениям СМИ оплачивались частными лицами.